# 목적 기반 모빌리티
목적 기반 모빌리티(Purpose-Built Vehicle, PBV)는 사용자의 목적에 맞추어 다양한 형태로 제작이 가능한 차량으로, 현대자동차가 2020년 제시하였다.

## 개요
2020년 1월 6일, 정의선 현대자동차그룹 총괄 수석부회장은 미국 라스베이거스에서 열린 〈국제전자제품박람회(CES) 2020〉에서 항공과 지상에서의 이동수단을 결합한 미래 모빌리티 사업의 구체적인 3대 비전을 제시하였다. 그중 하나가 목적 기반 모빌리티(Purpose-Built Vehicle)이다. PBV는 기본 플랫폼을 공유하면서 사용 목적에 따라 외관과 기능을 다르게 적용할 수 있다.
2024년 1월, 기아는 〈2024 국제전자제품박람회(CES)〉에서 중형 모델인 PV5와 소형 모델 PV1, 대형 모델 PV7 등 총 3종의 PBV 콘셉트카를 공개하였다.

## 플랫폼
PBV 전용 플랫폼은 2021년 공개된 전용 전기차 플랫폼 E-GMP을 바탕으로 개발된 E-GMP.S(Service)에 기반해 구현된다. 편평한 형태의 플랫폼 위에 다양한 상부 차체를 적용할 수 있는 스케이트보드 플랫폼 콘셉트로 개발되어, 소형부터 대형 PBV까지 폭넓은 제품 라인업에 적용이 가능하다.

## 모델
| 차종                  | 생산    | 사진 |
| --------------------- | ------- | ---- |
| 현대 ST1/이베코 e무비 | 2024년~ |      |
| 기아 PV5              | 2025년~ |      |